# Mariano Lazcano
Mariano Lazcano Eguibar (Zarauz, 3 de abril de 1915 - Ibídem, 25 de febrero de 1998 ), más conocido como Lazcano, fue un pelotari español de la modalidad de mano que compitió en esta disciplina durante finales de los años 30 y la década de 1940. Es recordado principalmente por haber disputado las primeras ediciones tanto del Manomanista como del Campeonato de Parejas.
Debutó en 1932. Sus primeros años como pelotari coincidieron con los duros años de la Guerra Civil y los primeros de la Postguerra, entre 1937 y 1942. Tomó parte en el primer Campeonato manomanista en 1940, tras ganar a Corono, fue eliminado por Txikito de Iraeta, a la postre subcampeón del campeonato.
En 1942 volvió a participar en el manomanista, en el que tras vencer a Rubio, cayó eliminado tras ser derrotado por Kortabitarte y Atano VII. En su última participación, la edición de 1944, fue eliminado por Zurdo de Mondragón.
Su único título llegó en 1945 en el Campeonato de España de mano parejas formando pareja con Chiquito de Iraeta, que había sustituido en la final a su pareja a lo largo del campeonato Onaindia, el cual había sufrido una lesión que le impido disputar el partido por la txapela.

## Final de mano parejas
| Año  | Campeones                       | Subcampeones         | Tanteo | Frontón |
| ---- | ------------------------------- | -------------------- | ------ | ------- |
| 1945 | Txikito de Iraeta (1) - Lazcano | Atano VII - Atano IV | 22-17  | Gros    |

(1) Txiquito de Iraeta sustituyó en la final a Onaindia que había jugado el resto del torneo.

## Enlaces extarnos
- Lazcano en la web de Auñamendi

- Datos: Q9028998
- Multimedia: Mariano Lazcano / Q9028998